# The Cadillacs
The Cadillacs fue un grupo estadounidense de rock and roll y doo-wop que estuvo activo entre los años 1953 a 1962. Es una de las formaciones más típicas en el nacimiento del rock and roll,  conocida por su éxito de 1955 "Speedo", tema considerado fundamental para atraer a la audiencia blanca hacia los artistas negros de este tipo de música.

## Biografía

### Comienzos
El grupo se formó con el nombre de The Carnations, Los Claveles, en 1953, con Earl Carroll, como primera voz, Bobby Phillips, Lavern Drake, como bajo cantante, y Gus Willingham. Cuando el grupo se trasladó a los estudios de grabación, James "Poppa" Clark se unió como el quinto miembro, y el nombre pasó a ser el de "The Cadillacs". Bajo la firma de Josie Records el grupo realiza sus primeras grabaciones en 1954 con los temas Gloria y Wonder Why.

### Carrera
En 1955, Willingham y Clark abandonaron el grupo, siendo sustituidos por Earl Brooks y Charles Wade. En este momento, el grupo empezó a experimentar con coreografía, idea sugerida por el director Esther Navarro. Poco después, en este mismo año, lanzan el que fue el mayor éxito del grupo, "Speedo", apodo de Carroll. Lavern Drake dejó el grupo en 1956 y fue sustituido por JR Bailey. También alcanzaron otros éxitos como Peekaboo y My boy lilipop
En 1957, diferencias de opinión dentro del grupo provocaron su división. Inicialmente se forma un grupo conocido como The Four Cadillacs, Los Cuatro Cadillacs, con JR Bailey, Lavern Drake y dos nuevos miembros, Roland Martínez y Bobby Spencer. Los otros cuatro miembros - Carroll, Wade, Brooks, y Phillips - continuaron grabando por separado, uniéndose más tarde como Earl Carroll y los Cadillacs. El grupo de Bailey incluía también al saxofonista Jesse "Tex" Powell, y grabó a principios de 1958 como Jesse Powell and the Caddys. Ambos grupos grabaron simultáneamente en la Josie Records.
En 1958 ambos grupos se unen para formar uno solo. Carroll, Wade, Brooks, y Phillips decidieron retirarse, quedando Drake, Martínez y Spencer más la nueva incorporación de Bailey Carroll.
Tras meses sin alcanzar nuevos éxitos, en 1959 Earl Carroll abandonó el grupo. The Cadillacs siguieron trabajando durante unos años más, aunque sin éxito.
En 2004 fueron incluidos en el Salón de la Fama de los Grupos Vocales.